# Pertusaria lactescens
Pertusaria lactescens är en lavart som beskrevs av Mudd. Pertusaria lactescens ingår i släktet Pertusaria och familjen Pertusariaceae.   Inga underarter finns listade i Catalogue of Life.